# FK Teteks Tetovo
El FK Teteks (en macedonio: Тетекс) es un club de fútbol de la ciudad de Tetovo en Macedonia del Norte. Ellos actualmente juegan en la Tercera Liga de Macedonia del Norte.

## Historia
El Teteks fue fundado en 1953 bajo el nombre de FK Tekstilec. El origen del FK Teteks fue de un combinado textil y por eso ellos son conocidos como los "Stofari" (los sastres). Ellos estuvieron a la sombra del viejo club FK Ljuboten (formado en 1919). El equipo del FK Ljuboten fue conformado por jugadores de la ciudad de Tetovo, mientras el Teteks tenía la capacidad de trae jugadores de la República de Macedonia y de los países que conformaban la SFR Yugoslavia. El club fue comprado por el consorcio alemán UFA Media Group con Braco Vujčić como presidente. Juegan actualmente en el Gradski Stadium Tetovo (capacidad 15,000). El apodo del club es "Beli" (blancos) porque es el color principal del club. El FK Teteks jugó en el pasado en la antigua Primera Liga de Yugoslavia.
Después de terminar la temporada en la Macedonia Vtora Liga del 2008-09 en primer lugar, el FK Teteks fue promovido al nivel superior del fútbol de República de Macedonia, la Makedonska Prva Liga.
Logran ganar la Copa de Macedonia en el 2010, ganándose el derecho de participar en la temporada de la Europa League 2010-2011, por primera vez en su historia.

## Rivalidades
El Derby de Tetovo es entre el FK Teteks, cuyos hinchas son de la clase trabajadora, y FK Ljuboten, cuyos hinchas son los más antiguos ciudadanos de Tetovo. Sin embargo, el principal rival de hoy de FK Teteks es KF Shkëndija, cuyos aficionados son de etnia albanesa.

## Logros
- Primera División de Macedonia (4): 1965, 1969, 1974, 1985
- Segunda Liga de Yugoslavia (1): 1980–81
- Segunda Liga de Macedonia del Norte (1): 2008–09
- Copa de Macedonia (4): 1948, 1950, 1978, 1982
- Copa de Macedonia del Norte (2): 2009–10, 2012–13

## Participación en competiciones de la UEFA
| Temporada | Torneo             | Ronda            | Club         | Casa | Visita | Global |  |
| --------- | ------------------ | ---------------- | ------------ | ---- | ------ | ------ |  |
| 2010–11   | UEFA Europa League | Clasificatoria 2 | FK Ventspils | 3–1  | 0–0    | 3–1    |  |
| 2010–11   | UEFA Europa League | Clasificatoria 3 | IF Elfsborg  | 1–2  | 0–5    | 1–7    |  |
| 2013–14   | UEFA Europa League | Clasificatoria 1 | FC Pyunik    | 1–1  | 0–1    | 1–2    |  |